# 奥津嶋神社
奥津嶋神社（おきつしまじんじゃ）は、滋賀県近江八幡市沖島町に鎮座する神社である。旧社格は村社。

## 祭神
- 奥津島比売命

## 神紋
笹竜胆

## 由緒
和銅5年（712年）に勅命を蒙った藤原不比等によって創祀されたと伝わる。『延喜式神名帳』に記載された名神大社とされる。

## 祭り
- 例祭

5月8日に行われる。

## 境内社
- 厳島神社
- 山神神社

## 文化財等
- 奥津島神社記 - 大永5年（1525年）に記された社記
- 辯才天記（享保19年）